# Mercè Conesa
Mercè Conesa i Pagès (Tarrasa, 13 de septiembre de 1968) es una abogada y política española. Ejerció como presidenta del Puerto de Barcelona de 2018 a 2021.
Alcaldesa desde 2010 hasta 2018 de San Cugat del Vallés y desde 2016 presidenta del Consejo Nacional del Partido Demócrata Europeo Catalán. Fue presidenta de la Diputación de Barcelona entre 2015 y 2018.

## Biografía

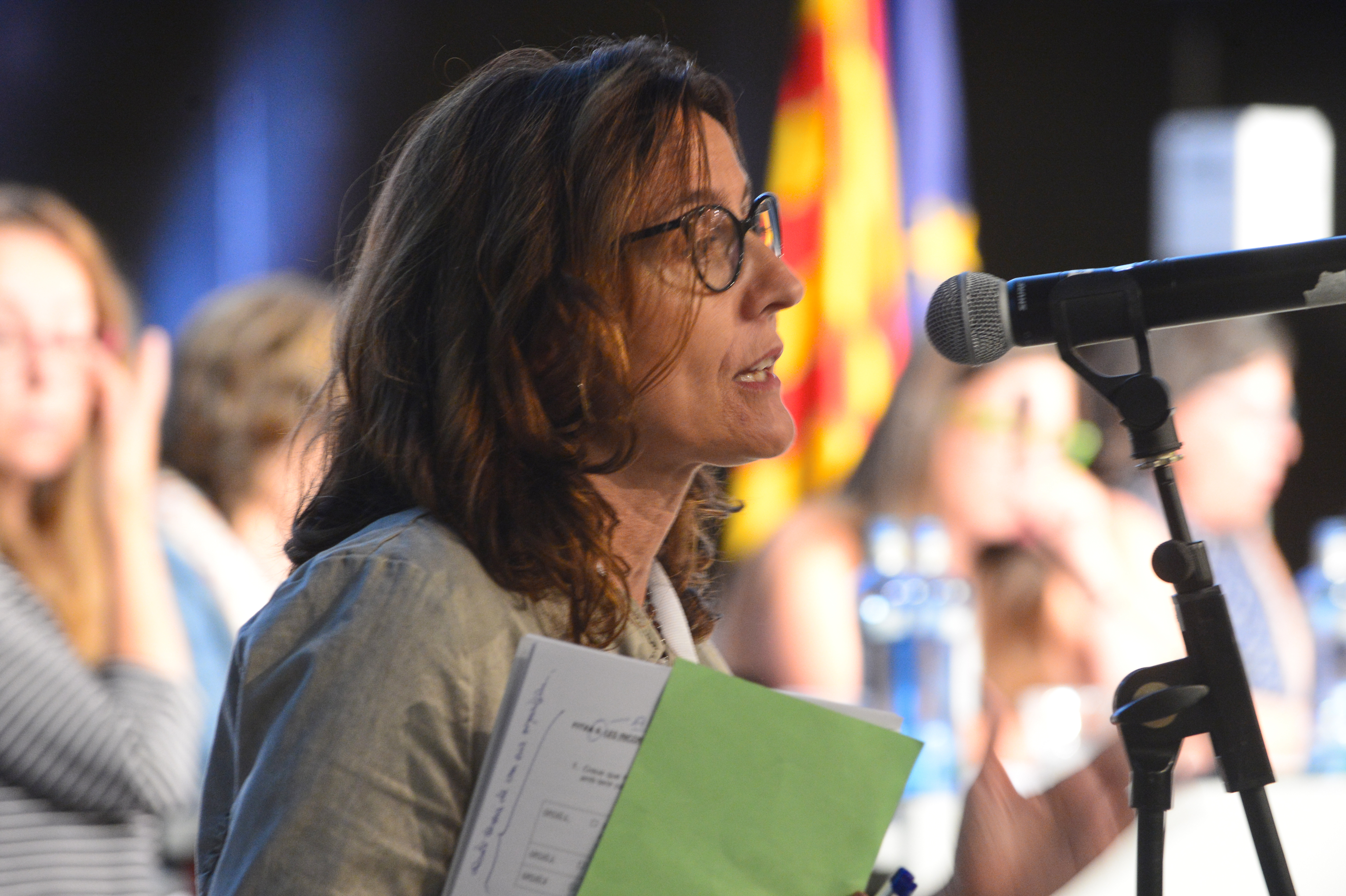
Conesa en julio de 2016, en el congreso en el que se disolvió de forma efectiva Convergència y se fundó un nuevo partido con las siglas «PDC».

Está licenciada Derecho por la UAB, y tiene un máster en Derecho y Gestión de la UPF y uno en Liderazgo e Innovación en Políticas Públicas por la ESADE. 
El 28 de diciembre de 2010, y con los votos favorables de CiU, relevó en la alcaldía Lluís Miquel Recoder y Miralles, que renunció para asumir el cargo de Consejero de Política Territorial y Sostenibilidad en el primer gobierno que lideraba Artur Mas.
El 15 de julio de 2015 fue escogida presidenta de la Diputación de Barcelona, donde ya había sido vicepresidenta de 2011 a 2015. Al aceptar el cargo abandonó el de portavoz de CDC. El 13 de julio de 2016 anunció su candidatura a presidir el Consejo Nacional del PDECAT, el cual obtuvo después de ganar Santi Vila en las elecciones primarias del 24 de julio.